# 真木則道
真木 則道（まき のりみち）は、江戸時代後期の信濃国小諸藩の在所家老。小諸藩家老連綿の家格・真木権左衛門家の当主。三河国牛久保城寄騎であった真木越中守定善・真木善兵衛の末裔。幼名は豊之助。名を則道。元服後から家老職となるまでは、蔵太と通称していた。なお曾祖父も要人を称した。正式な名乗りは、真木要人橘之則道。

## 概要
小諸藩主牧野氏の中小姓、用人加判を経て家老職となる。
しかし明治元年（1868年）11月9日に小諸騒動の犠牲者となり斬首刑を受ける。家族は城下を追放となり領内の正眼院にお預けとなった。真木要人と不仲であった同藩家老・加藤六郎兵衛成美が、新政府巡察使の内意であるとして、斬首を伝えたものである。このため小諸藩主牧野家に、戊辰戦争・北越戦争で官軍と交戦して敗れた越後長岡藩主牧野家の家臣・脱走者を匿ったことについて、罪が及ばなかった。
河井継之助伝（象山社）に、性格は温厚で人望が厚かったとの記述がある。

## 葬地など
戒名は心情院堅譽善質則道居士。
菩提寺は長野県小諸市荒町の光岳寺。葬地は小諸市乙（小諸市古城二丁目南側）。
藩主牧野氏、家老牧野氏、及び家老真木氏は小諸入封以来、在所では泰安寺の檀家であったが、明治時代に同寺が廃止されたので揃って光岳寺に移籍した。